# 문화사회학
문화사회학(Cultural Sociology, Sociology of Culture)은 후기 문화라는 틀 아래에서 사회현상을 분석하는 사회학의 한 분야이다. 문화사회학, 관련 문화사회학은 사회에 나타나는 한 사회 구성원이 사용하는 상징적 코드의 앙상블로 이해되는 문화의 체계적인 분석에 관한 것이다. 게오르크 지멜에게 문화는 "역사의 과정에서 객관화된 외부 형식의 대리를 통한 개인의 배양"을 지칭했다. 사회학 분야의 문화는 사고하고 묘사하는 방식, 연기하는 방식, 그리고 함께 사람들의 삶의 방식 집단을 형성하는 물질적 대상으로 분석된다.
현대 사회학자들의 문화에 대한 접근은 종종 "문화 사회학"과 "문화 사회학"으로 나뉜다. 용어는 상호 교환할 수는 없지만 유사하다. 문화 사회학은 오래된 개념이며 일부 주제와 대상을 다른 주제보다 다소 "문화적"으로 간주한다. 대조적으로, 제프리 C. 알렉산더는 문화 사회학이라는 용어를 도입했는데, 이는 모든 또는 대부분의 사회 현상을 어느 정도 본질적으로 문화적인 것으로 보는 접근법이다. 예를 들어, 문화 사회학에서 "강력한 프로그램"의 주요 지지자인 알렉산더는 주장한다: "문화 사회학의 가능성을 믿는 것은 외부 환경에 비해 아무리 도구적이거나 반사적이거나 강요되더라도 모든 행동이 어느 정도 내재되어 있다는 생각에 동의하는 것이다. 정동과 의미의 지평." 분석 측면에서 문화사회학은 종종 사회적 과정의 산물로서 일부 이산적인 문화현상을 설명하려고 시도하는 반면, 문화사회학은 문화를 사회현상에 대한 설명의 구성요소로 본다. 문화학 분야와 달리 문화사회학은 모든 인간의 문제를 문화적 부호화와 해독의 문제로 환원시키지 않는다. 예를 들어, 피에르 부르디외의 문화 사회학은 "사회적, 경제적을 문화적으로 상호 연결되어 있지만 환원될 수는 없는 범주로 명확하게 인식하고 있다.
문화사회학은 독일 바이마르에서 처음 등장하였는데, 알프레드 베버와 같은 사회학자들은 문화사회학(Kultursoziologie, 문화사회학)이라는 용어를 사용하였다. 그 후 문화사회학은 1960년대 "문화적 전환"의 산물로 영어권에서 "재창조"되었고, 이는 사회과학에 대한 구조주의적이고 포스트모던한 접근을 도입했다. 이러한 문화사회학은 문화분석과 비판이론을 통합한 접근으로 느슨하게 간주될 수 있다. 문화적 전환의 초기에 사회학자들은 의미, 단어, 인공물, 상징에 초점을 맞추어 질적 방법과 해석학적 접근법을 연구에 사용하는 경향이 있었다. "문화"는 이후 사회 계층화 및 사회 네트워크 분석과 같은 역사적으로 양적이고 모델 기반 하위 분야를 포함하여 사회학의 많은 분야에 걸쳐 중요한 개념이 되었다.

## 연구가
문화사회학은 독일 바이마르에서 처음 등장하였는데, 알프레드 베버와 같은 사회학자들은 문화사회학(Kultursoziologie, 문화사회학)이라는 용어를 사용하였다. 그 후 문화사회학은 1960년대 "문화적 전환"의 산물로 영어권에서 "재창조"되었고, 이는 사회과학에 대한 구조주의적이고 포스트모던한 접근을 도입했다. 이러한 문화사회학은 문화분석과 비판이론을 통합한 접근으로 느슨하게 간주될 수 있다. 문화적 전환의 초기에 사회학자들은 의미, 단어, 인공물, 상징에 초점을 맞추어 질적 방법과 해석학적 접근법을 연구에 사용하는 경향이 있었다. "문화"는 이후 사회 계층화 및 사회 네트워크 분석과 같은 역사적으로 양적이고 모델 기반 하위 분야를 포함하여 사회학의 많은 분야에 걸쳐 중요한 개념이 되었다.

### 초기연구자
문화사회학은 마르크스, 뒤르켐, 베버와 같은 초기 이론가들에 의해 형성된 사회학과 연구자들이 전 세계의 다양한 문화를 기술하고 분석하기 위한 민족지학적 전략을 개척한 인류학의 교차점에서 성장했다. 이 분야의 초기 발전의 유산의 일부는 여전히 이론의 방법(문화 사회학적 연구의 대부분은 질적이다)과 이 분야의 실질적인 초점(사회학에 대한 다양한 비판적 접근법이 현재 연구 커뮤니티의 중심이다)에서 느껴진다. 예를 들어, 대중문화, 정치적 통제, 사회계층 간의 관계는 현장에서 초기이자 지속적인 관심사였다.

### 에밀 뒤르켕
에밀 뒤르켕의 문화사회학은 시기적으로는 1980~90년대부터 미국에서 발생하였다. 미국의 알렉산더와 스미스는 기존의 연구방법에 만족하지 못 하고 뒤르켕의 저작을 참고한 연구기획을 제안한다. 그 연구기획이 바로 뒤르켕주의 문화사회학인데 그들은 이 방법으로 미국의 역사적 사건에서의 시민담론을 분석하였다. 이 연구방법은 점점 사회과학자들에게 주목을 받고 있고 한국에서는 최종렬이 2006년에 뒤르켕주의 문화사회학 논문 7편을 묶고 번역하여 한국 사회학계에 소개하였다.
뒤르켕주의 문화사회학은 성과 속의 이분법적 코드를 행위자가 이용하여 사건을 인지한다고 가정한다. 성과 속의 이분법적 코드란, 두개의 계열체(이분법)인 착한 편(성)-나쁜 편(속)으로 구성된 코드이다.
이 코드는 은유적 연쇄-유사성의 원리에 의해 구성된다. 유사성의 원리란 유사한 개념들끼리 모여서 하나의 체계를 구성한다는 말이다. 예를 들어 민주주의는 그와 유사하다고 여겨지는 합리성, 자유, 행복들과 모여 하나의 체계를 구성하며 독재정치는 비합리성, 구속, 불행 등과 모여 하나의 체계를 구성한다.
| 성(聖)   | 속(俗)   |
| 민주주의 | 독재정치 |
| 합리성   | 비합리성 |
| 자유     | 구속     |
| 행복     | 불행     |

행위자들은 이 코드를 이용해서 사건을 인식하며, 뿐만 아니라 이 코드에 의존해서 자신의 행동을 결정한다. 그들의 궁극적인 목표는 자신들을 성의 코드와 일치시키는 것이며 상대편을 속의 코드와 일치시키는 것이다. 그렇게 하기 위해서 행위자들은 되도록이면 성의 코드에 해당되는 속성들을 가지고 그에 맞는 행동을 하려고 한다. 또 행위자들은 속의 코드에 해당되는 속성들을 보유하는 것을 극도로 피하게 된다.
사실 이러한 코드와 그것의 사용은 일상시에는 관찰되기 어렵다. 일상적인 삶 속에서는 제도가 사람들의 생활을 지배하는 것으로 보인다. 하지만 한 사회가 혼란을 겪을 때, 제도가 그 사회의 문제를 해결하지 못한다고 여겨질 때 코드는 구체화된다. 우리는 그 시기를 위기라고 부른다. 위기시에는 코드가 제도를 지배하며, 모든 활동은 코드를 통해서야 완전히 이해될 수 있다.

### 카를 마르크스
마르크스는 갈등 이론의 주요 기여자로서 문화가 불평등을 정당화하는 역할을 한다고 주장했다. 지배층, 즉 부르주아지는 프롤레타리아 계급의 이익을 억압하면서 자신들의 이익을 증진시키는 문화를 생산한다. 이와 같은 취지의 그의 가장 유명한 대사는 "종교는 민중의 아편"이다. 마르크스는 "역사의 엔진"이 경제적 이해관계가 다른 사람들 사이의 투쟁이라고 믿었고, 따라서 경제는 가치와 이념의 문화적 상부 구조를 결정했다. 이 때문에 마르크스는 경제적(물질)이 "헤겔을 머리 위에 세우고 있는" 문화적(이상)을 생산한다고 믿기 때문에 유물론자로 간주된다.

### 막스 베버
베버는 신분 집단이라는 개념을 특정한 하위 문화의 유형으로 혁신했다. 신분 집단은 인종, 민족, 종교, 지역, 직업, 성별, 성적 선호 등과 같은 것들을 기반으로 하며, 이 집단들은 서로 다른 가치와 규범에 기초하여 일정한 생활 방식을 살고 있다. 그들은 문화 내의 문화이므로 하위 문화라는 라벨이 있다. 베버는 또한 사람들이 지옥에 가지 못하게 하는 것과 같은 것들을 포함하는 물질적이고 이상적인 관심사에 의해 동기가 부여되었다고 주장했다. 베버는 또한 사람들이 자신의 영성을 표현하기 위해 상징을 사용하고, 실제 사건의 영적 측면을 표현하기 위해 상징을 사용하며, 이상적인 관심사는 상징에서 파생된다고 설명한다.

### 게오르크 지멜
지멜에게 문화는 "역사의 과정에서 객관화된 외부 형식의 대리를 통한 개인의 배양"을 의미한다.  지멜은 "형태"와 "내용"의 맥락에서 자신의 분석을 제시했다. 사회학적 개념과 분석을 살펴볼 수 있다.

## 주요 연구분야

### 부르디외 문화사회학의 이론적 구성
프랑스 사회학자 피에르 부르디외(Pierre Bourdieu )의 영향력 있는 사회 및 사회적 관계 모델은 계급 과 갈등 에 관한 마르크스주의 이론 에 뿌리를 두고 있다. 부르디외는 자신이 장(field) 이라고 부르는 맥락에서 사회적 관계를 특징짓는데 , 이는 자신의 특정한 논리나 규칙에 따라 기능하는 사회 관계의 경쟁 시스템으로 정의된다. 현장 은 지배계급과 종속계급 사이의 권력투쟁의 장이다. 지배 계급을 정의하는 주요 측면인 정당성이 부여되거나 철회되는 곳 은 바로 현장이다.
부르디외의 실천이론은 담론적이 라기보다는 실천적이며 , 인지적일 뿐만 아니라 구체화되어 있고, 적응적이기는 하지만 내구성이 있다. 부르디외의 실천 이론 에서 의제를 설정하는 유효한 관심사 는 규칙, 규범 및 의식적 의도에 따른 결과 없이 행동이 어떻게 규칙적인 통계 패턴을 따르는가이다. 이러한 우려를 설명하기 위해 부르디외는 아비투스(habitus) 와 장(field)을 설명한다. 아비투스는 사회 구성의 기능 이후 개인의 주관성과 사회적 객관성의 상호 관통하는 현실을 설명한다. 주관적 , 객관적 이분법을 초월하기 위해 사용된다.

### 문화적 변화
문화가 상징적으로 코드화되어 있어 한 사람에서 다른 사람에게 가르칠 수 있다는 믿음은 문화가 비록 제한되어 있지만 변할 수 있다는 것을 의미한다. 문화는 변화하는 경향이 있는 동시에 변화에 저항한다. 저항은 습관, 종교, 문화적 특성의 통합과 상호 의존에서 비롯될 수 있다.
문화적 변화에는 환경, 발명, 다른 문화와의 접촉 등 다양한 원인이 있을 수 있다.
문화가 어떻게 변화하는지에 대한 몇 가지 이해는 인류학에서 비롯된다. 예를 들어, 확산 이론에서는 어떤 것의 형태가 한 문화에서 다른 문화로 이동하지만 그 의미는 이동하지 않는다. 예를 들어, 앙크 기호는 이집트 문화 에서 시작되었지만 수많은 문화로 확산되었다. 그것의 원래 의미는 사라졌을지 모르지만, 이제는 많은 뉴에이지 종교 의 실천자들에 의해 권력이나 생명력의 신비로운 상징으로 사용되고 있다. 확산 이론의 변형인 자극 확산은 한 문화의 요소가 다른 문화의 발명으로 이어지는 것을 말한다.
문화 간의 접촉은 문화 변용을 가져올 수도 있다. 문화변용은 다양한 의미를 가지고 있지만, 이 맥락에서는 많은 아메리카 원주민 인디언 에게 일어난 일과 같이 한 문화의 특성을 다른 문화의 특성으로 대체하는 것을 의미한다. 개인 수준의 관련 과정에는 동화(assimilation) 와 문화횡단(transculture)이 있는데 , 둘 다 개인이 다른 문화를 받아들이는 것을 의미한다.
Wendy Griswold는 문화적 변화에 대한 또 다른 사회학적 접근 방식을 설명했다. Griswold는 문화가 개인에게서 나오는 것처럼 보일 수 있지만(문화 변화의 특정 요소에 대해서는 이것이 사실임) 단일 개인의 창조가 될 수 없는 더 크고 집단적이며 오래 지속되는 문화도 있다고 지적한다. 그것은 개별 인간과 문화 기여자보다 앞선 일과 이후의 일이다. 저자는 이러한 갈등을 해결하기 위해 사회학적 관점을 제시한다 .
사회학은 한쪽 극단에서는 항상 불만족스러운 방식이었다는 견해와 다른 쪽 극단에서는 사회학적인 개인 천재 견해에 대한 대안을 제시한다. 이 대안은 문화와 문화 작품이 개인의 창작물이 아닌 집단적 창작물이라고 가정한다. 우리는 특정 문화적 대상을 그 창조자에게 고유한 것이 아니라 근본적으로 사회적 기원을 지닌 집단적 생산의 열매로 봄으로써 가장 잘 이해할 수 있다. (p. 53) 요컨대 Griswold는 개인의 상황에 따라 의존적이고 사회적으로 위치하는 행동을 통해 문화가 변한다고 주장한다. 거시적 수준의 문화는 개인에게 영향을 미치며, 개인은 다시 동일한 문화에 영향을 미칠 수 있다. 논리는 약간 순환적이지만 문화가 시간이 지남에 따라 어떻게 변하면서도 어느 정도 일정하게 유지될 수 있는지를 보여준다.
물론 여기서 Griswold가 문화의 실제 기원이 아니라 문화 변화에 대해 이야기하고 있다는 점을 인식하는 것이 중요하다(예: "문화가 없었다가 갑자기 존재했다"). Griswold는 문화적 변화의 기원과 문화의 기원을 명시적으로 구별하지 않기 때문에 Griswold가 여기서 문화의 기원을 주장하고 이러한 기원을 사회에 위치시키는 것처럼 보일 수 있다. 이는 이 문제에 대한 사회학적 사고를 정확하지도 않고 명확하게 표현하지도 않는다. 문화는 사회와 마찬가지로 인류가 시작된 이래로 존재해 왔다(인간은 사회적, 문화적 존재이다). 인간은 사회적 관계와 그 관계(예: 형제, 연인, 친구)에 묶여 의미를 갖기 때문에 사회와 문화가 공존한다. 초현상으로서의 문화에는 인간(호모 사피엔스)이 시작이 있다는 점을 제외하고는 실제 시작이 없다. 그러므로 이것은 문화의 기원에 대한 질문을 논쟁의 여지가 있게 만든다. 문화는 우리가 있는 한 존재했고, 우리가 있는 한 존재할 가능성이 높다. 반면에 문화적 변화는 그리스월드처럼 의문을 제기하고 연구할 수 있는 문제이다.

### 문화이론
1980년대와 1990년대에 발전된 문화이론은 대중매체와 관련하여 관객이 수동적인 역할이 아닌 능동적인 역할을 하는 것으로 본다. 연구의 한 부분은 청중과 그들이 미디어와 상호 작용하는 방식에 초점을 맞춘다. 또 다른 연구 분야는 미디어, 특히 뉴스를 생산하는 사람들에 초점을 맞추고 있다.

## 같이 보기
- 언론정보학
- 문화인류학
- 문화연구
- 문화
- 사회학

## 참고 문헌
- 《뒤르케임주의 문화사회학》(최종렬 저, ISBN 89-6147-102-3)